# Campeonato Mundial de Cadet
El Campeonato Mundial de Cadet es la máxima competición de la clase internacional de vela Cadet. Se realiza anualmente desde 1950, bajo la supervisión de la Federación Internacional de Vela (ISAF). Entre 1950 y 1966 inclusive se denominó "Semana Internacional de la Clase Cadete".

## Palmarés
| Año     | Sede                         | Campeones                                               |
| ------- | ---------------------------- | ------------------------------------------------------- |
| 1950    | Burnham - Reino Unido        | D Thorpe, R Pratt - Reino Unido                         |
| 1951    | Burnham - Reino Unido        | R Ellis, B Ellis - Reino Unido                          |
| 1952    | Burnham - Reino Unido        | B W Appleton, R Vines - Reino Unido                     |
| 1953    | Burnham - Reino Unido        | B Ellis, R Walsh - Reino Unido                          |
| 1954    | Burnham - Reino Unido        | B Ellis, R Walsh - Reino Unido                          |
| 1955    | Burnham - Reino Unido        | B Ellis, R Walsh - Reino Unido                          |
| 1956    | Burnham - Reino Unido        | J Prosser, P Assheton - Reino Unido                     |
| 1957    | Burnham - Reino Unido        | B Steel, R Steel - Reino Unido                          |
| 1958    | Burnham - Reino Unido        | P van Godsenhoven, R Joski - Bélgica                    |
| 1959    | Burnham - Reino Unido        | Jacques Rogge, P Rogge - Bélgica                        |
| 1960    | Burnham - Reino Unido        | R Pattisson, J Pattisson - Reino Unido                  |
| 1961    | Burnham - Reino Unido        | P Bateman, T Jenkins - Reino Unido                      |
| 1962    | Burnham - Reino Unido        | S Clifford, A Harden - Reino Unido                      |
| 1963    | Burnham - Reino Unido        | I Gray, I Gray - Reino Unido                            |
| 1964    | Burnham - Reino Unido        | M Harrison, A Tucker - Reino Unido                      |
| 1965    | Plymouth - Reino Unido       | N Boult, D Long - Reino Unido                           |
| 1966    | Plymouth - Reino Unido       | B Wyszkowsk, A Nowicki - Polonia                        |
| 1967    | Montreal - Canadá            | Z Kania, K Fick - Polonia                               |
| 1968    | Gizycko - Polonia            | L Wrobel, E Pietracha - Polonia                         |
| 1969    | La Coruña - España           | Carl Winters, P Winters - Bélgica                       |
| 1970    | Tasmania - Australia         | C Tillett, D Tillet - Australia                         |
| 1971    | Whitstable - Reino Unido     | P Marchant, M McCaffrey - Reino Unido                   |
| 1972    | Split - Croacia              | G Owens, R Bradshaw - Reino Unido                       |
| 1973    | Veere - Países Bajos         | N Barrow, G Grimes - Reino Unido                        |
| 1974    | Troia - Portugal             | F Bucek, A Bucek - Australia                            |
| 1975    | Trieste - Italia             | Ian Videlo, Karen Videlo - Reino Unido                  |
| 1976    | Bombay - India               | Keith Videlo, D Green - Reino Unido                     |
| 1977    | Monnickendam - Países Bajos  | Simon Girven, J Con - Reino Unido                       |
| 1978    | Glenelg - Australia          | D Rees, G Maddock - Australia                           |
| 1979    | Torquay - Reino Unido        | R Behrens, J Keating - Australia                        |
| 1980    | Ankara - Turquía             | C Castrillo, F Naviera - Argentina                      |
| 1981    | Buenos Aires - Argentina     | R Saubidet, J Saubidet - Argentina                      |
| 1982    | Cartagena - España           | R Mohr, D Pepping - Países Bajos                        |
| 1983    | Brouwershaven - Bélgica      | Guillermo Parada, Mariano Parada - Argentina            |
| 1984    | Lago Balatón - Hungría       | Mariano Parada, Mathias Blanco - Argentina              |
| 1985    | Melbourne - Australia        | R Drontmann, M Van Velden - Países Bajos                |
| 1986    | Laredo - España              | P Burnell, N Behren - Australia                         |
| 1987    | Pwllheli - Reino Unido       | P Burnell, R Manadu - Australia                         |
| 1988    | Bombay - India               | C Cama, A Ved - India                                   |
| 1989    | Andijk - Países Bajos        | A O Novoa, P Candaras - España                          |
| 1990    | Puck - Polonia               | J Lea, J Ward - Reino Unido                             |
| 1991    | Buenos Aires - Argentina     | F Paillot, Eizayaga - Argentina                         |
| 1992    | Lago Balatón - Hungría       | Javier Conte, F Alema - Argentina                       |
| 1993    | Nieuwpoort - Bélgica         | Juan De la Fuente, M de la Fuent - Argentina            |
| 1994    | Tasmania - Australia         | K-Jon van Avermaete, A Grimaldi - Argentina             |
| 1995    | Mallorca - España            | S Marcone, J Izquierdo - Argentina                      |
| 1996    | Bombay - India               | A Baudoino, A Smurra - Argentina                        |
| 1997    | Torquay - Reino Unido        | A Baudoino, A Smurra - Argentina                        |
| 1998    | Kurenpolder - Países Bajos   | Federico Alonso, A Esquibel - España                    |
| 1999    | Geelong - Australia          | G Pollitzer, M Manrique - Argentina                     |
| 2000    | Gdynia - Polonia             | S Carter, R Graves - Reino Unido                        |
| 2001/02 | Buenos Aires - Argentina     | F Gwozdz, F A De Mare - Argentina                       |
| 2002    | Ribnitz-Damgarten - Alemania | M Pellegrino, S Verdino - Argentina                     |
| 2003    | Nieuwpoort - Bélgica         | Maria Agustina Torre, Maria del Rosar Torre - Argentina |
| 2004    | Adelaida - Australia         | M Bologna, R Torre - Argentina                          |
| 2005    | Sangenjo - España            | James Rusden, Erin Clark - Reino Unido                  |
| 2006    | Lago Balatón Hungría         | Francisco Cosentino, Sancho Castro - Argentina          |
| 2007    | Pwllheli - Reino Unido       | Francisco Cosentino, Sancho Castro - Argentina          |
| 2008    | Medemblik - Países Bajos     | Quinten Lauwers, Nele De Munck - Bélgica                |
| 2009    | Buenos Aires - Argentina     | Clara Cosentino, Cristóbal Billoch - Argentina          |
| 2010    | Puck - Polonia               | Malecki Krzysztof, Mickiewicz Mikolaj - Polonia         |
| 2011    | Kühlungsborn - Alemania      | Maciej Kamiński, Szymon Ostrowski - Polonia             |
| 2012    | Hobart - Australia           |                                                         |

- Datos: Q24033829